# Đôn Truyền

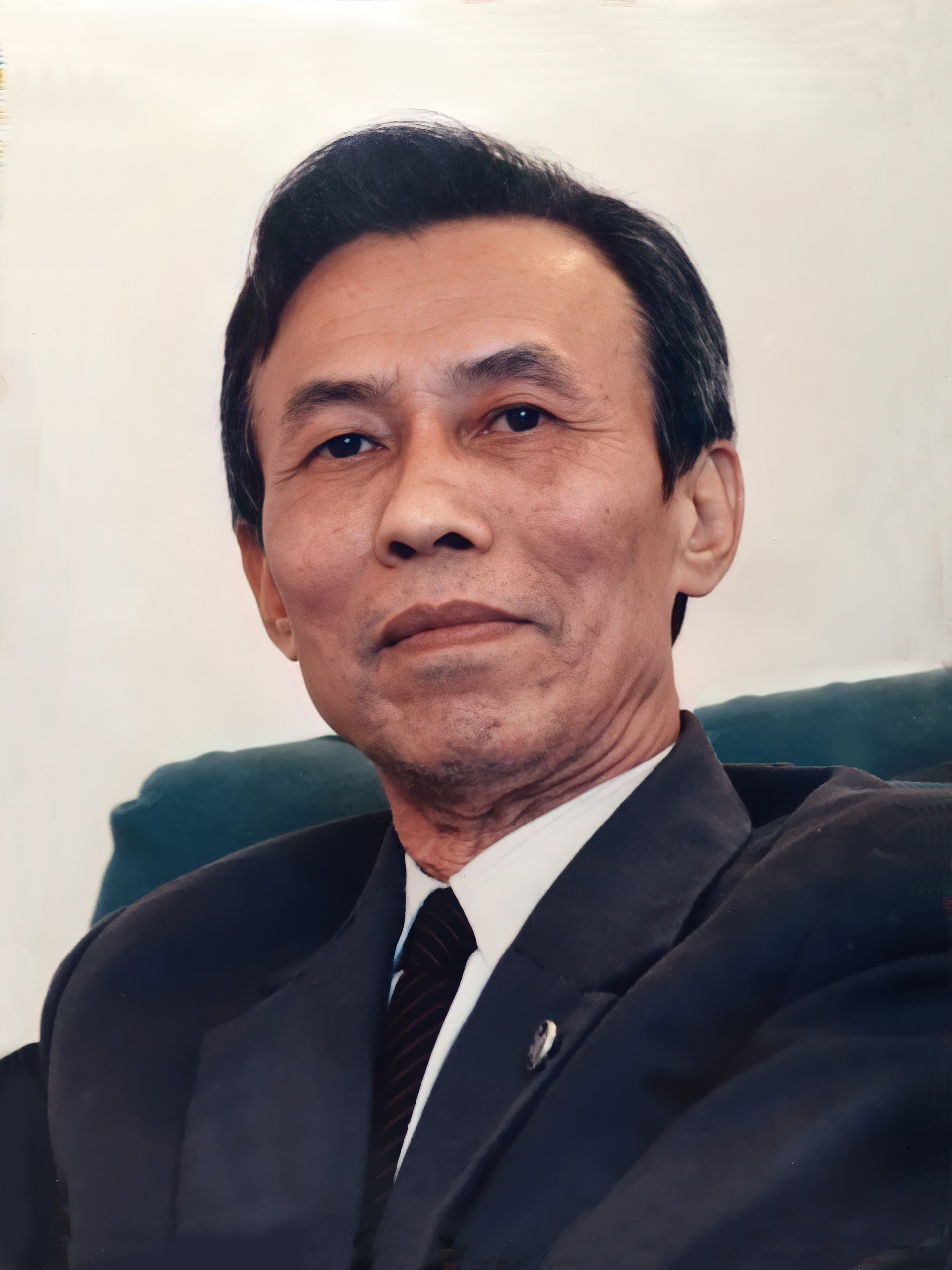
Ảnh chân dung

Đôn Truyền (sinh năm 1934), tên khai sinh là Đỗ Đôn Truyền, là nhạc sĩ người Việt Nam. Ông sinh năm 1934 tại Vĩnh Phúc, Vĩnh Lộc Thanh Hóa. Ông công tác tại Đoàn Ca Múa Tổng cục Chính trị. Hiện nay ông đã nghỉ hưu với quân hàm Đại tá.
Đôn Truyền - Bài ca đi cùng năm tháng

## Tiểu sử[1][2]
Đôn Truyền nhập ngũ vào năm 1954, công tác tại Văn công Sư đoàn 304, công tác với tư cách là một nghệ sĩ violin, chỉ huy dàn nhạc giao hưởng rồi chuyển sang hẳn sáng tác. Năm 1957, chuyển về Văn công Quân khu Hữu Ngạn (sau là Quân khu 3). Sau khí tốt nghiệp đại học sáng tác tại Nhạc viện Hà Nội, sau chiến dịch Khe Sanh, năm 1968, Đôn Truyền làm việc tại Đoàn Ca múa Quân đội thuộc Tổng cục Chính trị Việt Nam cho đến ngày nghỉ hưu.

## Phong cách sáng tác[3]
Âm nhạc của Đôn Truyền phong phú, mượt mà về giai điệu, linh hoạt, sinh động về tiết tấu, có âm hưởng dân gian-dân tộc của nhiều miền đất nước, đậm đà chất trữ tình. Ông là người có nhiều thành tựu và sáng tạo trong lĩnh vực nhạc cho sân khấu chèo.

## Những sáng tác[1][4]

### Âm nhạc kinh điển
- Giao hưởng Bài ca chiến sĩ
- Rondo-sonata cho bộ gõ dân tộc và dàn nhạc giao hưởng trên chủ đề Ngũ biến (1985)
- Tam tấu Nguyễn Văn Trỗi
- Hợp xướng Âm vang cuộc đời Bác

### Múa
- Kịch múa Theo cờ giải phóng (1963)
- Tổ khúc múa Giữa mùa hoa lá (1983)

- Các điệu múa:
- Khúc hát dạo then (1983)
- Những cô gái Lô Lô (1983)
- Cô gái và hai chàng trai (1983)
- Người Dao đi hội (1985)
- Kỳ Yên (1985)
- Niềm vui trên đất đinh canh (1985)

### Chèo
Nhạc cho sân khấu chèo, đáng chú ý là Lý Nhân Tông kế nghiệp (1985)

### Ca khúc
- Hạt thóc hậu phương
- Pháo dậy Khe Sanh
- Cây lúa Hàm Rồng
- Hành khúc bảo vệ Tổ quốc
- Bên hàng dương tôi hát